# Jonathan Sandritter
Jonathan Sandritter (29 de julio de 1995) es un deportista alemán que compite en ciclismo en la modalidad de trials, ganador de una medalla de plata en el Campeonato Mundial de Ciclismo Urbano de 2017, en la prueba de trials por equipos.

## Palmarés internacional
| Campeonato Mundial | Campeonato Mundial | Campeonato Mundial | Campeonato Mundial |
| Año                | Lugar              | Medalla            | Competición        |
| ------------------ | ------------------ | ------------------ | ------------------ |
| 2017               | Chengdu ( China)   | Medalla de plata   | Trials por equipos |